# كيث نولان
كيث نولان (بالإنجليزية: Keith Nolan)‏ هو لاعب غولف أيرلندي، ولد في 11 يناير 1973 في Bray, County Wicklow ‏ في جمهورية أيرلندا.

## وصلات خارجية
- كيث نولان على موقع رابطة لاعبي الغولف المحترفين (الإنجليزية)
- كيث نولان على موقع رابطة أوروبا للاعبي الغولف المحترفين (الإنجليزية)
- كيث نولان على موقع التصنيف العالمي الرسمي للغولف (الإنجليزية)